# Maiensäss

Maiensäss Matschwitz im Montafon (ca. 1905)

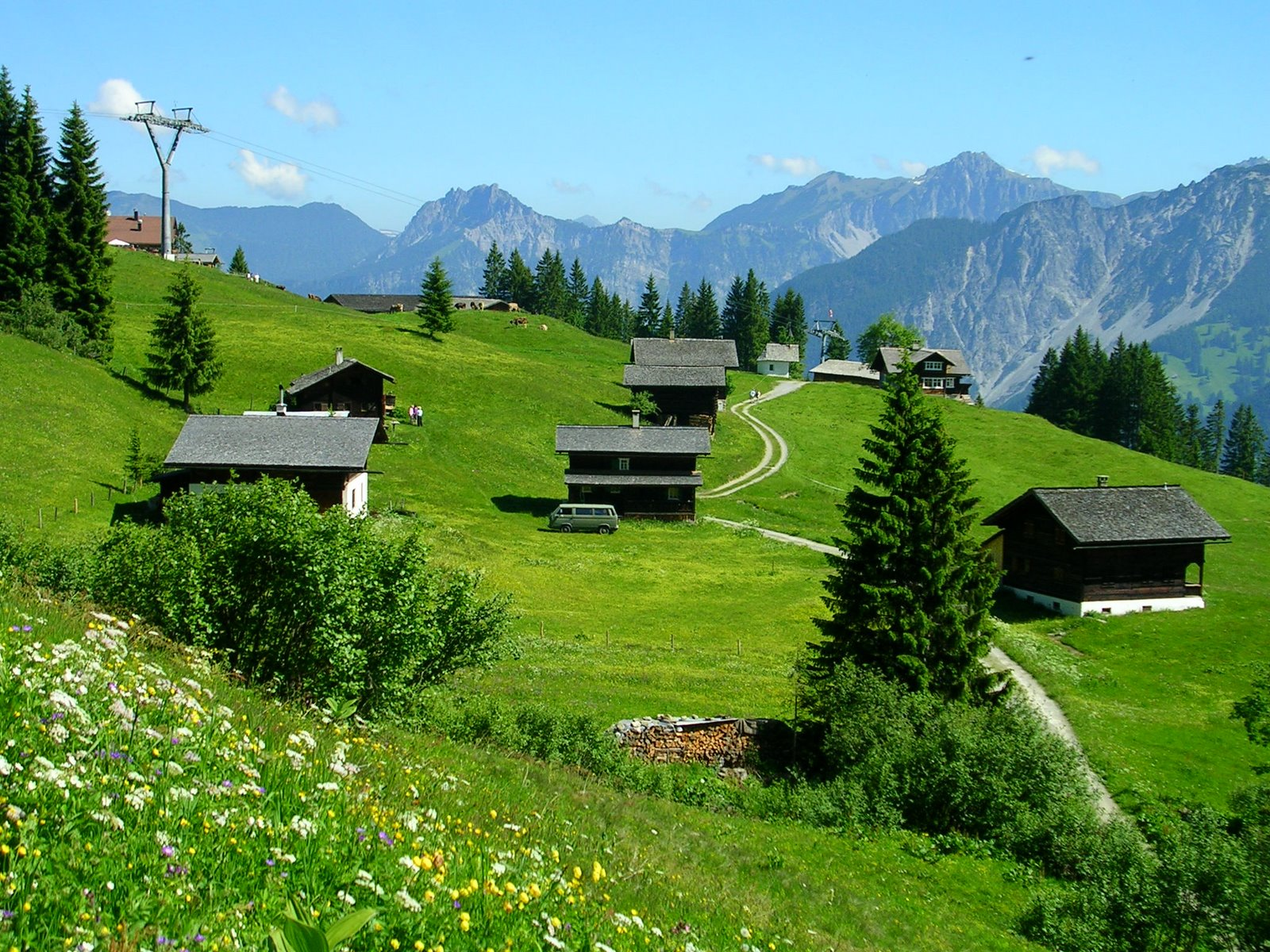
Häuser in Matschwitz; Richtung Golmerbahn (2005)

Das Maiensäss (bzw. Maiensäß), auch Maisäss (Maisäß), Maien, Vorsäss (Vorsäß), Hochsäß, Niederleger, Unterstafel, in Graubünden auch rätoromanisch acla, im Tessin Monti, im Unterwallis frankoprovenzalisch Mayens, ist eine Sonderform der Alm/Alp: eine gerodete Fläche mit Hütten und Ställen. Auf jedem Maiensäss steht mindestens ein kleines Haus und ein Stall; als Ensemble weist es zuweilen einen dörflichen Charakter auf (Almdorf), insbesondere mit eigener Kirche. Ein Maiensäss liegt noch unter der Baumgrenze auf ca. 1200 bis 1600 Meter Höhe (Niederalpe/-alm). Die Mittel- und Hochalpen mit den Bergmähdern schließen darüber an.
Maiensässe sind besonders in den schweizerischen Kantonen Graubünden, Wallis und Tessin, im westlichen Tirol und in Vorarlberg verbreitet.

## Herkunft des Wortes
Das Wort ‚Maiensäss‘ leitet sich vom Monat Mai ab, in dem man das Vieh zum ersten Mal auftrieb; es bedeutet damit ‚Maiensitz‘. Eine Ableitung von Mähen ist sprachlich und sachlich nicht möglich.
Das Wort findet sich als maygen gesäß erstmals 1380 in Vorarlberg belegt. Das Schweizerische Idiotikon belegt das Wort ab 1540 (meiensess), und zwar aus dem an Vorarlberg anschließenden St. Galler Rheintal (Grabserberg). Das Wort ist in der Schweiz bis heute ostschweizerisch basiert; das gleichbedeutende bernische und innerschweizerische Vorsäss bezeugt das Idiotikon hingegen schon ab 1372. Das Grundwort ist der bodenständigen mundartlichen Aussprache zufolge mhd. sëss ‚Sitz‘ und ist demnach mit kurzem [ɛ] auszusprechen; die heute oft übliche Aussprache mit langem [ɛː] ist etymologisch unrichtig.

## Geschichte der Maiensässwirtschaft

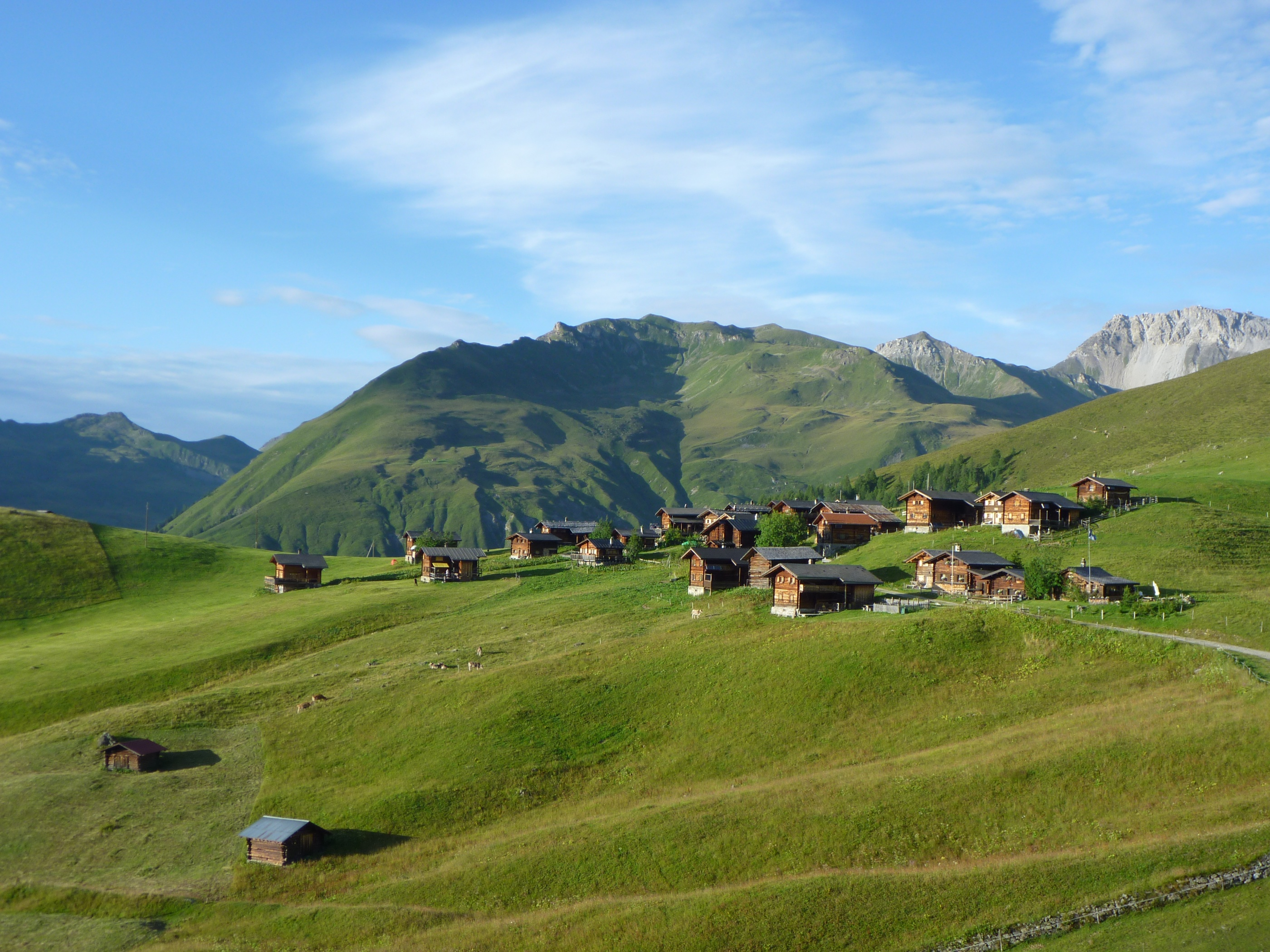
Ehemalige Walsersiedlung Medergen bei Arosa, heute Maiensäss

Die Maiensässe stellen eine kulturlandschaftliche Besonderheit dar. Ihre Entstehung geht auf die jahrhundertealte Geschichte der Dreistufenwirtschaft in der Landwirtschaft zurück, einer Form der Transhumanz. Die Eigenständigkeit besteht darin, dass meist die gesamte Hofwirtschaft auf den Maiensäss zog, während in anderen Alpenregionen nur die Alp-/Sennbelegschaft die Saison in den Hochlagen verbrachte. Die Dreistufenwirtschaft fasste bis ins 20. Jahrhundert eine umfassende Nutzung der gesamten Vegetation des Lebensraumes im hochalpinen Gebiet ins Auge.
Bis zur verkehrstechnischen Erschließung der Maiensässgebiete wurde die Milch an Ort und Stelle zu Butter und Käse verarbeitet, was sich vielerorts noch durch Inventar nachweisen lässt und gelegentlich noch heute so geschieht. Daher sind auf vielen Maiensässen gute Keller angelegt, da man die Milchprodukte meist erst mit dem Almabtrieb zu Tal brachte: Auf dieser Lagerwirtschaftsform der Sennerei beruht der Ruf des Schweizer, Vorarlberger und Tiroler Bergkäses, eines extrem haltbaren Hartkäses.
Heute werden viele Maiensässe nicht mehr bewirtschaftet, sondern als Urlaubsort genutzt oder vermietet. Dies kann zur Folge haben, dass in der Umgebung für die Urlauber neue Geschäfte, Restaurants oder Straßen gebaut werden und die Landschaft sich dadurch nach und nach nachteilig verändert.

## Bauformen
Auf den Maiensässen begnügte man sich mit den notwendigsten Räumen, die aber immer wieder in Größe und Anzahl dem Bedarf angepasst wurden. Wohn- und Stallgebäude waren getrennt – ihre Nähe zueinander ist Merkmal von im Montafon üblichen Paarhofanlagen.

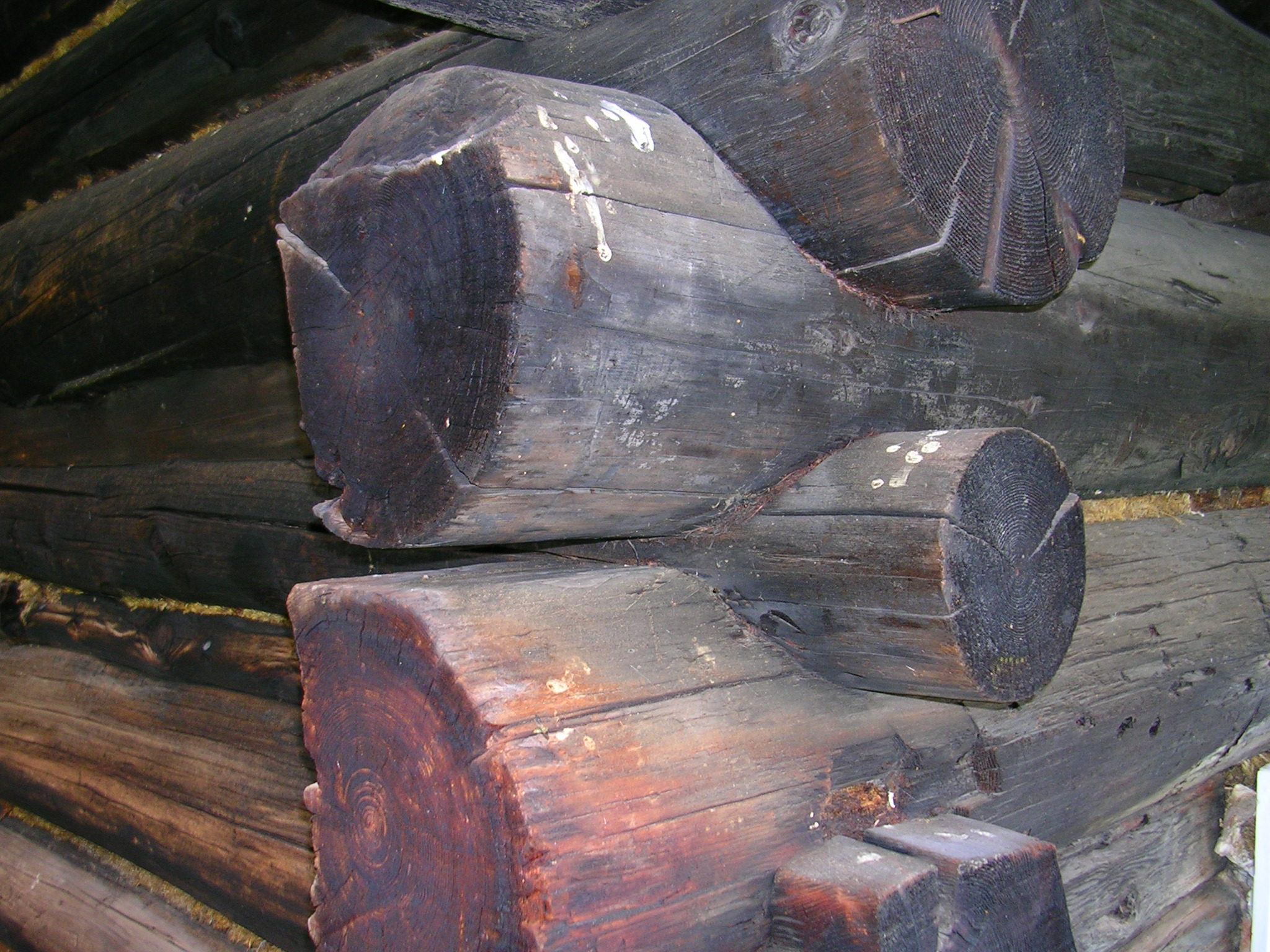
Fichten-Rundlinge im Eckverbund (Gwätt); Fugendichtung mit Moos

- Wohngebäude: Diese weisen zumindest zwei getrennte Räume auf. Betreten wird das Haus durch die Flurküche und daran schließt die Stube oder Kammer an.
- Stallscheune: Ebenerdig liegt der Stall und darüber ein Lagerbereich für Heu oder Stroh.
- Barge: Um das Heu bei der Ernte nicht weite Strecken bergauf tragen zu müssen, wurden diese Lagergebäude an den tiefsten Punkten des Bewirtschaftungsgebietes platziert. Diese eingeschossigen Bauten weisen meist zwei Öffnungen auf: Bergseitige Luke zum Einbringen des Heus und Richtung Tal eine Türe für den Abtransport im Winter mit Hornschlitten.

Früher war auch die Bauform der Tiaja (Wohn-, Senn-, Vorrats- und Stallräume unter einem Dach) verbreitet.
Die Gebäude wurden in Fichtenholz (Rundlinge oder behauen) in Blockbauweise und Steinen errichtet. Die Dächer sind meist mit Nagelschindeln in drei- bis vierfacher Überdeckung ausgeführt.